# Ulrichsbrücke (Augsburg)
Die Ulrichsbrücke (auch Lechhauser Lechbrücke genannt) ist ein Brückenbauwerk in Augsburg, das über den Lech führt. Sie befindet sich nördlich der Innenstadt und dient als Verbindung zum Stadtteil Lechhausen. Im Mai 1995 bekam die Brücke von der Stadt Augsburg den Namen „Ulrichsbrücke“.

## Geschichte
Die erste Lechbrücke an dieser Stelle wurde 1807 erbaut und vom Kloster St. Ulrich gestiftet. Dabei handelte es sich um eine einfache Jochbrücke aus Holz. 1832 wurde erneut eine Holzbrücke aufgebaut. Erst 1892 folgte eine eiserne Lechbrücke, deren Bau vom bayerischen Staat finanziert wurde. Im Jahr 1938 fiel die Zuständigkeit für die Brücke an die Stadt Augsburg.
Kurz vor Ende des Zweiten Weltkrieges wurde die Brücke mit Güterwaggons verbarrikadiert, um den vorrückenden Truppen der US-Armee das Überqueren des Lechs zu erschweren. Gleichzeitig bereiteten Soldaten der Wehrmacht die Sprengung der Brücke vor. Zu der geplanten Sprengung kam es dann allerdings nicht mehr. Kurz nach der Kapitulation Augsburgs am 28. April 1945 beseitigten US-amerikanische Soldaten die Güterwaggons wieder von der Brücke.
Nach dem Zweiten Weltkrieg bemängelte man die schmale Durchflussbreite bei Hochwasser sowie andere bauliche Schäden. Aus diesen Gründen wurde 1950 eine neue Brücke aus Spannbeton erbaut. Sie besaß nun auch statt der zuvor erreichten 10 Metern eine Breite von knapp 26 Meter. Ausführende Firma war die Thosti Bau AG.
In den Jahren 1986 und 1987 erfolgte eine Generalsanierung der gealterten Spannbetonbrücke. Aufgrund der schädlichen Einwirkung von Streusalz entstand an dieser Brücke über die Jahre ein erneuter Sanierungsbedarf, sodass Ende des 20. Jahrhunderts Planungen für einen Neubau in Angriff genommen wurden. Der Spatenstich für den Neubau erfolgte daraufhin im Januar 2008. Nach über zwei Jahren Bauzeit konnte die Maßnahme im Oktober 2010 abgeschlossen werden.

## Ulrichsstein
Unmittelbar neben der Ulrichsbrücke errichtete die Stadt 1955 anlässlich der 1000-Jahr-Feier der Schlacht auf dem Lechfeld an dem der Innenstadt zugewandten Lechufer ein Denkmal. Der so genannte Ulrichsstein entstand nach einem Entwurf von Stadtbaurat Walther Schmidt. Auf dem Stein sind zwei Szenen abgebildet: die Schlacht auf dem Lechfeld und die Verleihung von Privilegien an die Augsburger Weber durch König Otto I.

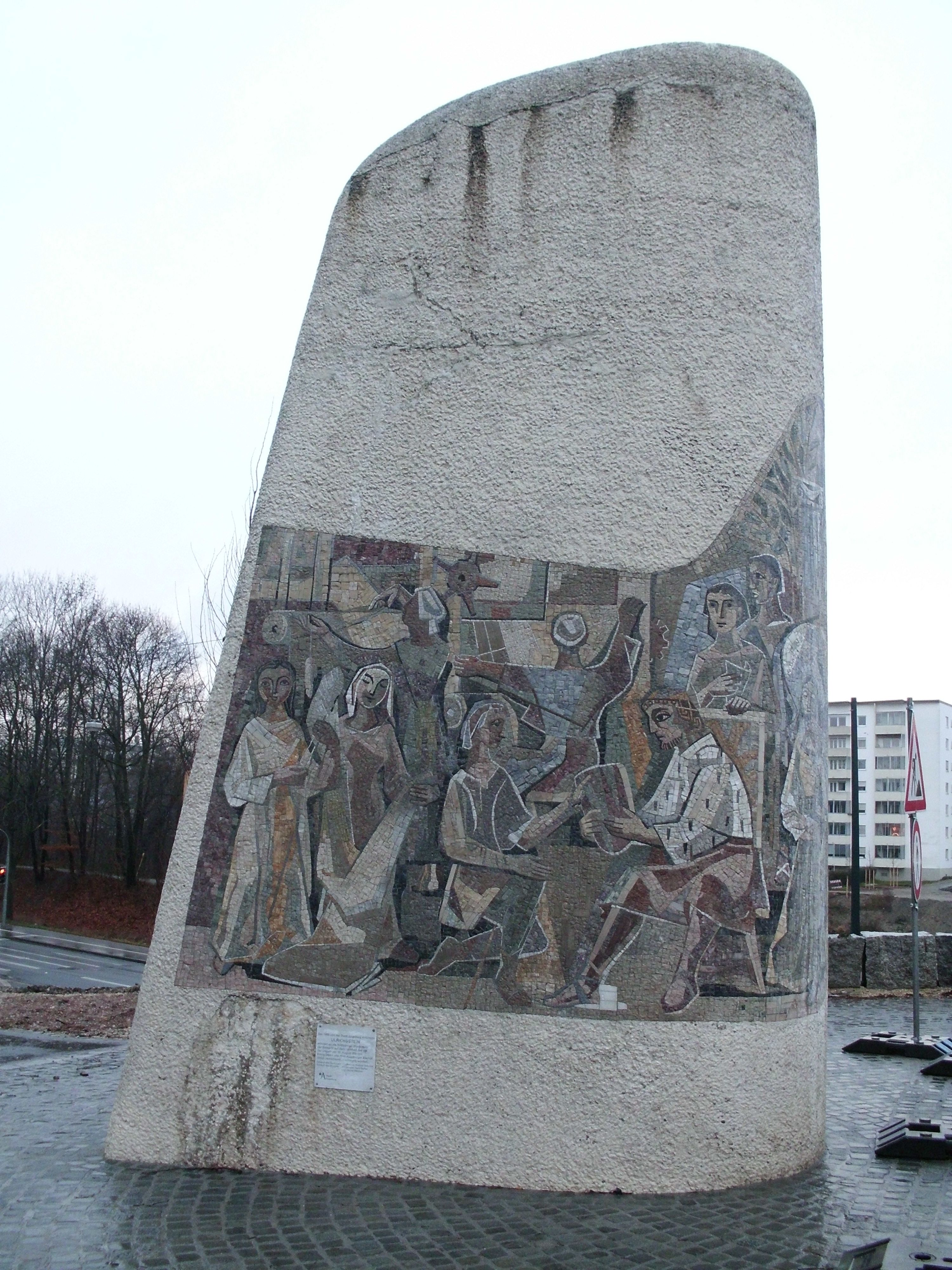
Ansicht stadtauswärts: Verleihung von Privilegien an die Augsburger Weber durch König Otto I.
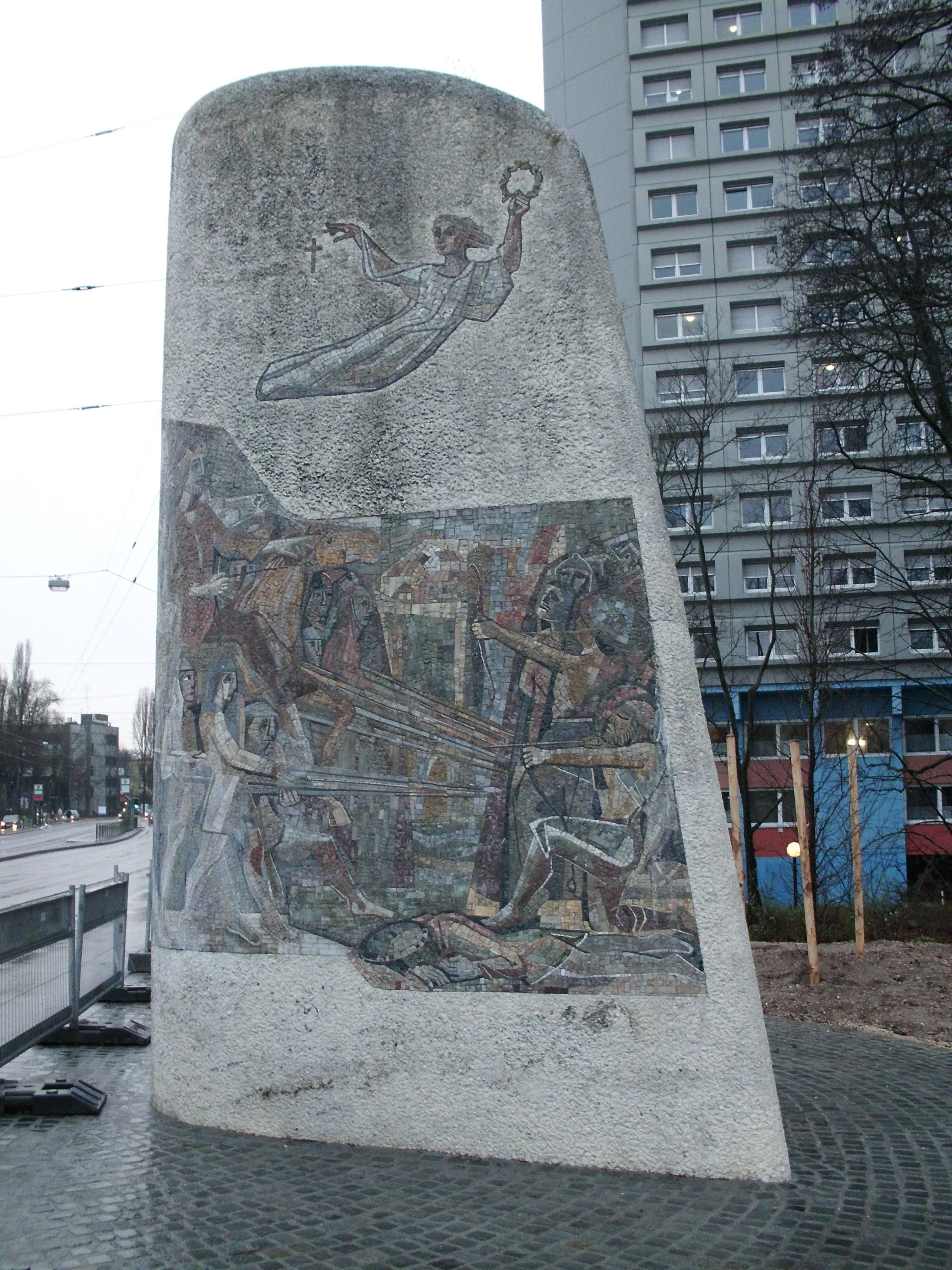
Ansicht stadteinwärts: Schlacht auf dem Lechfeld
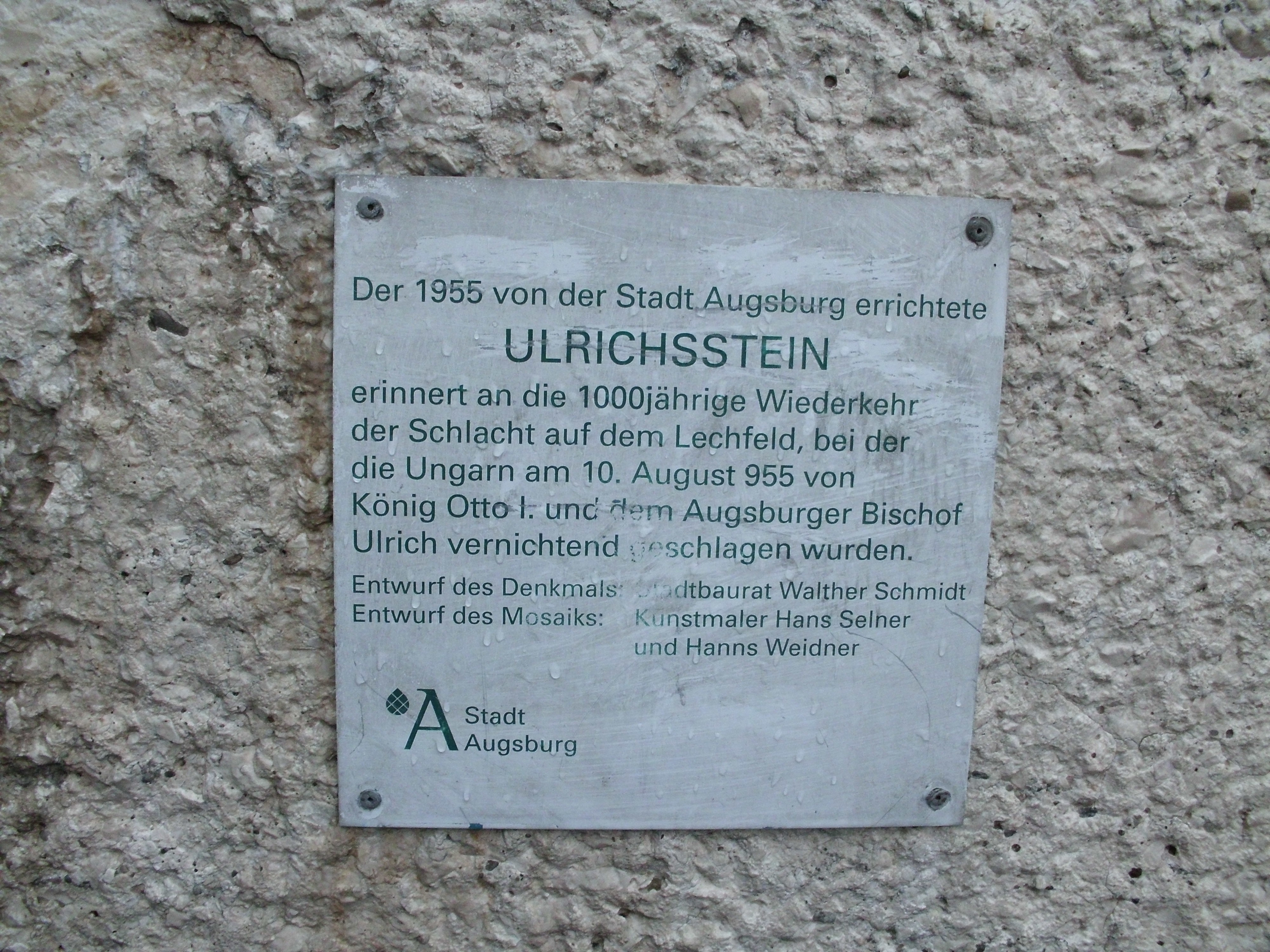
Hinweistafel am Denkmal